# Eberbach (Bade-Wurtemberg)
Pour les articles homonymes, voir Eberbach.

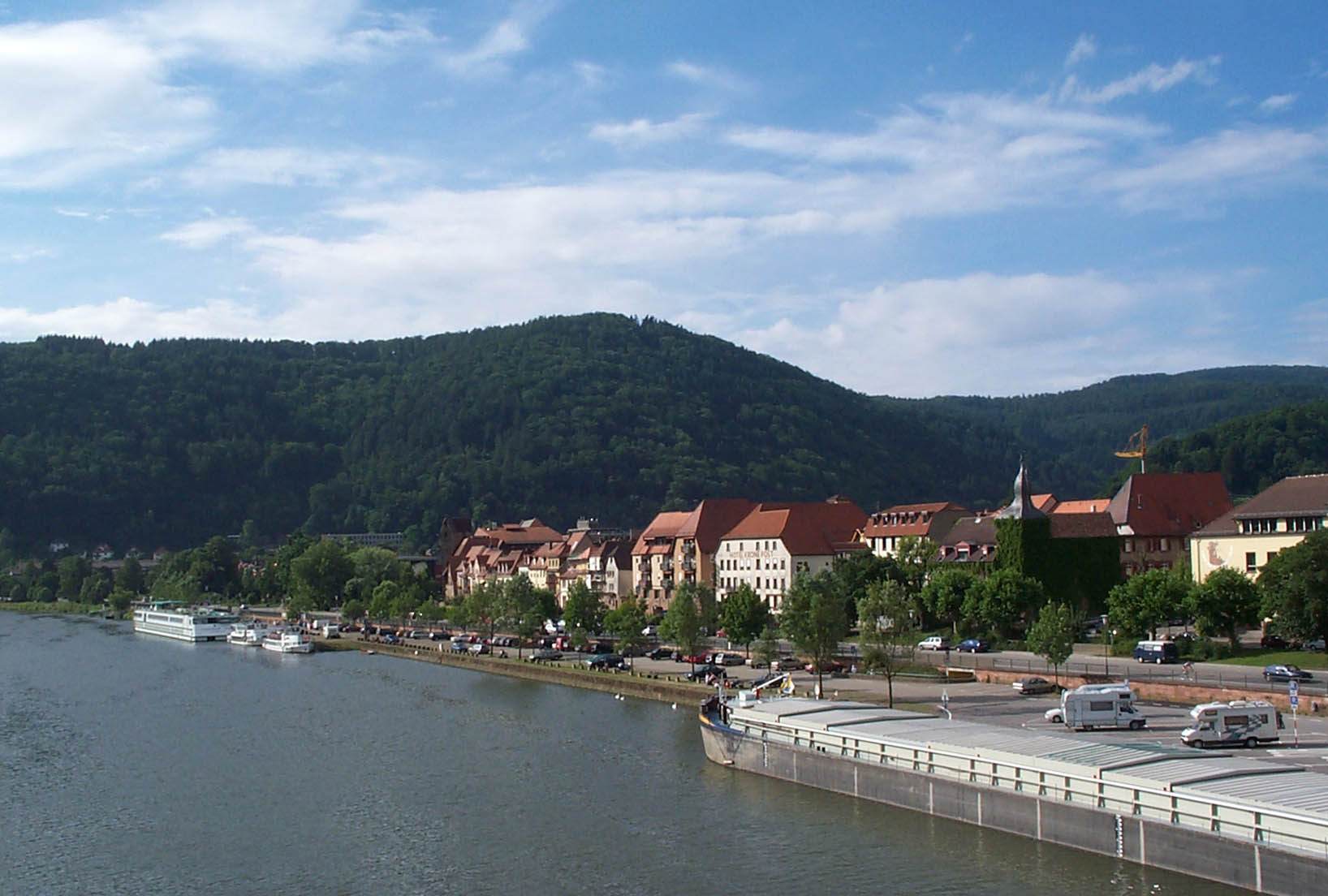
Vue d'Eberbach sur le Neckar.

Eberbach est une ville d'Allemagne située au Nord du land du Bade-Wurtemberg, à 33 kilomètres à l'est de Heidelberg et appartenant à l'arrondissement de Rhin-Neckar.

## Géographie
Eberbach est situé sur la route des Châteaux, le long de la vallée du Neckar, dans le parc régional Neckartal-Odenwald, au pied du Katzenbuckel, qui avec ses 626 m est le plus haut sommet de l'Odenwald badois.

## Économie
La société de construction navale Empacher est basée depuis 1947. Elle est leader mondiale dans la construction de bateau d'aviron.

## Personnalités
- Rudolf Epp (1834-1910), peintre

## Jumelages
- Thonon-les-Bains (France) depuis 1961
- Ephrata (États-Unis) depuis 1976